# Come Home the Kids Miss You
Come Home the Kids Miss You è il secondo album in studio del rapper statunitense Jack Harlow, pubblicato il 6 maggio 2022 dalla Generation Now e Atlantic.

## Antefatti
Harlow ha rivelato il titolo e la coperta del disco in un'intervista concessa a Rolling Stone nel marzo 2022, circa un mese dopo il lancio del singolo apripista Nail Tech.

## Promozione
Nail Tech, pubblicato il 18 febbraio 2022 assieme al relativo video musicale, ha regato all'interprete il suo miglior debutto come artista solista fino ad allora sia nella Hot 100 che nella Hot R&B/Hip-Hop Songs ed è stato promosso da un medley eseguito ai Kids' Choice Award; occasione in cui ha anche esibito il secondo estratto tratto dall'LP, intitolato First Class. Quest'ultimo, supportato dalla relativa clip divulgata in concomitanza con l'uscita dell'album, ha finito per segnare la sua prima numero come solista nella hit parade statunitense, risultato eguagliato anche nelle classifiche di Australia, Canada e Nuova Zelanda.
Il Come Home the Kids Miss You Tour, atto a promuovere l'album, è stato annunciato il 9 maggio 2022 e ha previsto 22 tappe negli Stati Uniti d'America tra il mese di settembre e ottobre successivo.

## Accoglienza
| Recensione    | Giudizio |
| ------------- | -------- |
| AllMusic      |          |
| Clash         | 6/10     |
| Exclaim!      | 4/10     |
| NME           |          |
| Pitchfork     | 2,9/10   |
| Rolling Stone |          |

Come Home the Kids Miss You è stato accolto con recensioni perlopiù miste da parte dei critici musicali. Su Metacritic, sito che assegna un punteggio normalizzato su 100 in base a critiche selezionate, il disco ha ottenuto un punteggio medio di 51 basato su nove recensioni.

## Tracce
1. Talk of the Town – 1:22 (Jackman Harlow, Calvin Gaines, Dawoyne Lawson, Douglas Ford, José Velazquez, Mary Brown, Nickie Jon Pabón, Robert Fusari, Rogét Chahayed, Vincent Herbert)
2. Young Harleezy – 3:44 (Jackman Harlow, Dawoyne Lawson, Douglas Ford, Edwin Turner, José Velazquez, Lamont Coleman, Nathan Ward II, Nickie Jon Pabón, Rogét Chahayed, Ryan Vojtesak)
3. I'd Do Anything to Make You Smile – 3:13 (Jackman Harlow, Bobby Bernard Turner Jr., Dawoyne Lawson, Dorian Washington, José Velazquez, Kensey Rankin, Matthew Samuels, Nathan Ward II, Nickie Jon Pabón, Rogét Chahayed, Ryan Vojtesak)
4. First Class – 2:53 (Jackman Harlow, Christopher Bridges, Douglas Ford, Elvis Williams, Jamal Jones, Jasper Lee Harris, José Velazquez, Micaiah Raheem, Nickie Jon Pabón, Rogét Chahayed, Ryan Vojtesak, Stacy Ferguson, Will Adams)
5. Dua Lipa – 2:15 (Jackman Harlow, Dawoyne Lawson, Douglas Ford, Federico Vindver, Isaac DeBoni, Jasper Harris, José Velazquez, Michael Mule, Nathan Ward II, Nickie Jon Pabón, Rogét Chahayed)
6. Side Piece – 3:54 (Jackman Harlow, Calvin Broadus Jr., Chad Hugo, Dawoyne Lawson, Douglas Ford, Ishmail Wells, José Velazquez, Kameron Cole, Marco Bernardis, Pharrell Williams, Rogét Chahayed, Tyler Acord)
7. Movie Star (feat. Pharrell Williams) – 2:22 (Jackman Harlow, José Velazquez, Nathan Ward II, Pharrell Williams, Rogét Chahayed)
8. Lil Secret – 2:09 (Jackman Harlow, Charlene Keys, Craig Brockman, José Velazquez, Nima Jahanbin, Nisan Stewart, Paimon Jahanbin, Rogét Chahayed)
9. I Got a Shot – 2:18 (Jackman Harlow, Clayborn Harlow, Colin Franken, Jasper Harris, José Velazquez, Luiz Bonfá, Matthew Samuels, Michael Hernandez, Nathan Ward II, Nickie Jon Pabón, Rogét Chahayed, Ryan Vojtesak, Tahj Morgan, Tobias Wincorn, Walter De Backer)
10. Churchill Downs (feat. Drake) – 5:09 (Jackman Harlow, Ace G, Aubrey Graham, Bedroom, José Velazquez, Matthew Samuels, Rogét Chahayed, Tahrence Brown)
11. Like a Blade of Grass – 2:06 (Jackman Harlow, Douglas Ford, Jasper Harris, José Velazquez, Nathan Ward II, Nima Jahanbin, Paimon Jahanbin, Rogét Chahayed)
12. Parent Trap (feat. Justin Timberlake) – 3:09 (Jackman Harlow, Dawoyne Lawson, José Velazquez, Justin Timberlake, Michael Washington Jr., Nima Jahanbin, Paimon Jahanbin, Rogét Chahayed, Timothy Z. Mosley)
13. Poison (feat. Lil Wayne) – 3:42 (Jackman Harlow, Bernard James Freeman, Chad Butler, Douglas Ford, Elliott Straite, Jasper Harris, John Mayer, Jordan Houston, José Velazquez, Leon Thomas, Nathan Ward II, Ozan Yildirim, Paul Beauregard, Rogét Chahayed, Ryan Vojtesak, Tyree Simmons)
14. Nail Tech – 3:26 (Jackman Harlow, Amir Sims, Douglas Ford, Jahaan Sweet, José Velazquez, Matthew Samuels, Montez Dewayne Jones, Rogét Chahayed, Scotty Lavell Coleman)
15. State Fair – 3:14 (Jackman Harlow, Darryl Clemons, José Velazquez, Nathan Ward II, Rogét Chahayed)

Note
- First Class contiene campionamenti tratti da Glamorous di Fergie.
- Lil Secret contiene campionamenti tratti da My Place di Tweet.

## Classifiche

### Classifiche settimanali
| Classifica (2022) | Posizione massima |
| ----------------- | ----------------- |
| Australia         | 2                 |
| Austria           | 5                 |
| Belgio (Fiandre)  | 14                |
| Belgio (Vallonia) | 48                |
| Canada            | 1                 |
| Danimarca         | 1                 |
| Finlandia         | 2                 |
| Francia           | 61                |
| Germania          | 15                |
| Irlanda           | 3                 |
| Islanda           | 3                 |
| Italia            | 38                |
| Lituania          | 1                 |
| Norvegia          | 2                 |
| Nuova Zelanda     | 1                 |
| Paesi Bassi       | 3                 |
| Regno Unito       | 4                 |
| Spagna            | 41                |
| Stati Uniti       | 3                 |
| Svezia            | 8                 |
| Svizzera          | 7                 |

### Classifiche di fine anno
| Classifica (2022) | Posizione |
| ----------------- | --------- |
| Australia         | 84        |
| Lituania          | 81        |
| Nuova Zelanda     | 46        |
| Paesi Bassi       | 87        |